# 大西洋沿岸国家和地区列表
以下是大西洋沿岸国家和地区列表。

## 欧洲
- 阿尔巴尼亚
- （属 葡萄牙）
- 比利时
- 保加利亚
- 賽普勒斯
- 丹麦
- 爱沙尼亚
- 芬兰
- 法罗群岛（属 丹麦）
- 法國
- 德国
- 直布罗陀（属 英国）
- 希腊
- 根西（属 英国）
- 冰島
- 爱尔兰
- 马恩岛（属 英国）
- 義大利
- 澤西（属 英国）
- 拉脫維亞
- 立陶宛
- 馬爾他
- 摩納哥
- 蒙特內哥羅
- 荷蘭
- 北賽普勒斯（ 賽普勒斯宣称拥有主权）
- 挪威
- 波蘭
- 葡萄牙
- 羅馬尼亞
- 俄羅斯
- 斯洛維尼亞
- 西班牙
- 瑞典
- 土耳其
- 乌克兰
- 英国

## 非洲
- 阿尔及利亚
- 安哥拉
- 布韦岛（属 挪威）
- 喀麦隆
- （属 西班牙）
- 刚果民主共和国
- 埃及
- 赤道几内亚
- 加彭
- 几内亚
- 利比里亚
- 利比亞
- 馬德拉（属 葡萄牙）
- 毛里塔尼亚
- 摩洛哥
- 纳米比亚
- 奈及利亞
- 刚果共和国
- 圣赫勒拿、阿森松和特里斯坦-达库尼亚（属 英国）
- 聖多美和普林西比
- 塞内加尔
- 南非
- 多哥
- 突尼西亞
- 西撒哈拉（ 摩洛哥宣称拥有主权）

## 亚洲
- 阿布哈茲（ 宣称拥有主权）
- 賽普勒斯
- 以色列
- 黎巴嫩
- 俄羅斯
- 北賽普勒斯 （ 賽普勒斯宣称拥有主权）
- 巴勒斯坦
- 叙利亚
- 土耳其

## 南美洲
- 阿根廷
- 巴西
- 智利
- 哥伦比亚
- 福克蘭群島（属 英国）
- （属 法國）
- 南乔治亚和南桑威奇群岛（属 英国）
- 苏里南
- 乌拉圭
- 委內瑞拉

## 北美和中美洲
- 巴哈马
- 百慕大（属 英国）
- 加拿大
- 格陵兰（属 丹麦）
- 墨西哥
- 尼加拉瓜
- 巴拿马
- （属 法國）
- 美国

### 加勒比海
- （属 英国）
- 安地卡及巴布達
- 阿鲁巴（属 荷蘭）
- （属 荷蘭）
- 英屬維爾京群島（属 英国）
- 开曼群岛（属 英国）
- 古巴
- （属 荷蘭）
- 多米尼克
- （属 法國）
- 格瑞那達
- 海地
- 牙买加
- （属 法國）
- （属 英国）
- （属 荷蘭）
- 波多黎各（属 美国）
- （属 法國）
- 圣基茨和尼维斯
- 圣卢西亚
- 荷屬聖馬丁（属 荷蘭）
- 法属圣马丁（属 法國）
- （属 荷蘭）
- 千里達及托巴哥
- （属 英国）
- 美屬維爾京群島（属 美国）